# Sárkeresztes
Sárkeresztes là một thị trấn thuộc hạt Fejér, Hungary. Thị trấn này có diện tích 23,27 km², dân số năm 2010 là 1501 người, mật độ 65 người/km².